# تولسهانت نایتس
تولسهانت نایتس (به انگلیسی: Tolleshunt Knights) یک روستا و محله مدنی در بریتانیا است که در اسکس واقع شده‌است. تولسهانت نایتس ۱٬۰۳۰ نفر جمعیت دارد.